# Philomena Bijlhout
Rudolphina Rebecca Philomena (Philomena) Bijlhout (Paramaribo, 13 november 1957) is een Nederlandse voormalige televisiepresentatrice en politica van Surinaamse afkomst.
In 2002 werd ze tot staatssecretaris Sociale Zaken en Werkgelegenheid beëdigd. Enkele uren later trad ze af omdat ze onjuiste informatie had verstrekt over haar activiteiten voor burgermilities in Suriname. Ze is daarmee de kortstzittende staatssecretaris in de Nederlandse politieke geschiedenis.

## Levensloop
Bijlhout was in Suriname en later in Nederland werkzaam bij de omroep, laatstelijk als eindredacteur en presentatrice bij RTV Rijnmond. In mei 2002 werd zij voor de LPF gekozen tot lid van de Tweede Kamer der Staten-Generaal. Enkele maanden later, op 22 juli 2002, werd zij beëdigd als staatssecretaris van Sociale Zaken en Werkgelegenheid in het kabinet-Balkenende I, belast met familie- en emancipatiezaken. Enkele uren na haar beëdiging trad zij af, nadat RTL Nieuws foto's van haar (in militie-uniform) had getoond, waaruit bleek dat ze in 1983 (dus na de Decembermoorden van 1982) actief was geweest in de burgermilities van het regime-Bouterse. Eerder had zij verklaard dat zij de milities al in 1981 had verlaten, waarbij ze letterlijk had gezegd: "Er zijn geen foto's van Philomena in uniform.".
Niet door haar lidmaatschap van de milities, maar door het verstrekken van onjuiste informatie - een doodzonde in de (Nederlandse) politiek - was haar positie onhoudbaar geworden. Op 23 juli werd haar door de koningin eervol ontslag verleend. Op 9 september 2002 werd in haar plaats Khee Liang Phoa beëdigd. Bijlhout is de kortstzittende staatssecretaris in de Nederlandse politieke geschiedenis. Daarvoor was dat 'record' twintig jaar in handen van Charl Schwietert, die namens de VVD drie dagen staatssecretaris van Defensie was in het kabinet-Lubbers I.
Hoewel Bijlhout slechts enkele uren als staatssecretaris werkzaam was geweest, ontving ze gedurende tweeënhalf jaar wachtgeld. Daar ontstond een politieke discussie over - zowel over de hoogte van haar wachtgeldvergoeding als over de tijd gedurende welke zij daar recht op had - die uiteindelijk leidde tot een aanpassing van de wachtgeldregeling voor nieuwe gevallen.
Sinds 2017 is ze columnist voor De Ware Tijd.

## Overzicht loopbaan
- werkzaam als programmamaakster en administratief medewerkster bij Radio Suriname Internationaal; begin jaren tachtig
- werkzaam bij de staatstelevisie in Suriname, van 1982 tot 1986
- maatschappelijk werkster op diverse ministeries in Suriname
- werkzaam bij de Migranten-t.v. NOS, vanaf 1990
- eindredacteur/presentatrice TV Rijnmond (presenteerde onder andere het nieuws en het programma 'politie') tot maart 2002
- lid Tweede Kamer der Staten-Generaal, van 23 mei 2002 tot 22 juli 2002
- staatssecretaris van Sociale Zaken en Werkgelegenheid (belast met gezins- en emancipatiezaken), op 22 juli 2002
- begeleidster meditatiesessies bij cultureel-meditatieve-spirituele reizen naar Suriname (Philomena Travel), vanaf september 2004

## Autobiografie
- Meer dan een dag, 2008, 335 p., Aspekt - Soesterberg, ISBN 978-90-5911-701-3

- International Standard Name Identifier: 0000 0003 6879 417X
- Nederlandse Thesaurus van Auteursnamen: 242215300
- Parlement.com: vg9fgopy4rxs
- Virtual International Authority File: 288579097
- WorldCat: E39PBJxCw3JM8CyfGrGTqFMQMP